# Parafia Wniebowzięcia Najświętszej Maryi Panny w Krośniewicach
Parafia Wniebowzięcia Najświętszej Maryi Panny w Krośniewicach – rzymskokatolicka parafia należąca do dekanatu Krośniewice w diecezji łowickiej. Od 2017 roku proboszczem parafii jest ks. kan. Tomasz Jackowski.
Erygowana w 1385 roku.

## Zasięg parafii
Do parafii należą wierni mieszkający w miejscowościach: Bardzinek, Głaznów, Kajew, Kopy, Krośniewice, Krzewie, Morawce, Ostałów, Ostrówki, Pawlikowice (część), Perna, Pniewo, Szołajdy, Teresin, Wojciechowo i Zosinek.